# خدا گواه
خدا گواه فیلمی محصول سال ۱۹۹۲ هند است. این فیلم بالیوودی در ژانرهای حماسی، اکشن و عاشقانه تولید شد. کارگردانی آن را موکول اس. آناند به عهده داشت و بازیگرانی چون آمیتا باچان، سری دیوی، ناگرجونا و شلیپا شیرودکار در آن نقش بازی کردند.
خدا گواه صحنه‌های بسیاری در داخل و اطراف شهرهای کابل و مزار شریف در افغانستان و استان.فارس.ایران و هند دارد. این فیلم موفق نقد تحسین‌برانگیز بسیاری را برای بازی خوب سارا دیوی و آمیتا باچان به همراه داشت و هر دو ستاره نامزد بسیاری از جوایز سینمایی شدند. این فیلم برنده سه جایزه فیلم‌فیر از جمله بهترین کارگردان شد و از پرفروش‌ترین آثار سال ۱۹۹۲ بود و در هند به عنوان اولین فیلم بالیوودی با استفاده از تکنیک صدای فراگیر شناخته می‌شود. این فیلم به زبان تلوگو دوبله شد و بعدها از آن اقتباسی در پاکستان به صورت سریال تلویزیونی ساخته شد که همین عنوان را داشت.
این فیلم در شیرازاستان فارس بنام سرنوشت بروی پرده سینما رفت و فروش بسیلری داشت. در افغانستان هم پرطرفدار شد و هنوز هم طرفداران بسیاری دارد.

## خلاصه داستان
پادشاه خان عاشق بینظیر، دختری از قبیله رقیب می‌شود. بینظیر شرط ازدواج را کشتن راهزنی بنام حبیب‌الله قرار می‌دهد و پادشاه برای کشتن او راهی هندوستان می‌شود و…

## بازیگران و صداپیشگان
| نقش                 | بازیگر         | دوبلُر           |
| پادشاه خان          | آمیتاب باچان   | خسرو خسروشاهی   |
| بینظیر، مهندی       | سری دیوی       | مریم شیرزاد     |
| خدابخش              | دنی دنزونگپا   | ایرج رضایی      |
| پاشا                | کیران کومار    | بهرام زند       |
| راجا میرزا          | آکینی ناگرجونا | ژرژ پطروسی      |
| حنا رنویر سینگ      | شلیپا شیرودکار | نرگس فولادوند   |
| زندانبان رنویر سینگ | ویکرام گاخال   | علی‌همت مومی‌وند  |
| عزیز میرزا          | بارات کاپور    | شهروز ملک آرایی |
| سلما                | انجانا ممتاز   | مهین برزویی     |